# Прескотт (Арканзас)
Прескотт (англ. Prescott) — город, расположенный в штате Арканзас, США с населением в 3686 человек по статистическим данным переписи 2000 года. Является административным центром округа Невада.

## География
По данным Бюро переписи населения США город Прескотт имеет общую площадь в 16,9 квадратных километров, водные ресурсы в черте города занимают 0,15 % от всей площади города.

## Демография
По данным переписи населения 2000 года в Прескотте проживало 3686 человек, 912 семей, насчитывалось 1421 домашних хозяйств. Средняя плотность населения составляла около 218,3 человека на один квадратный километр. Расовый состав Прескотта по данным переписи распределился следующим образом: 53,31 % белых, 44,49 % — чёрных или афроамериканцев, 0,38 % — коренных американцев, 1,17 % — представителей смешанных рас. Испаноговорящие составили 1,76 % от всех жителей города.
Из 1421 домашних хозяйств в 32,1 % — воспитывали детей в возрасте до 18 лет, 41,6 % представляли собой совместно проживающие супружеские пары, в 19,5 % семей женщины проживали без мужей, 35,8 % не имели семей. 33,6 % от общего числа семей на момент переписи жили самостоятельно, при этом 18,4 % составили одинокие пожилые люди в возрасте 65 лет и старше. Средний размер домашнего хозяйства составил 2,39 человека, а средний размер семьи — 3,05 человека.
Население города по возрастному диапазону по данным переписи 2000 года распределилось следующим образом: 25,7 % — жители младше 18 лет, 8,5 % — между 18 и 24 годами, 26,7 % — от 25 до 44 лет, 20,3 % — от 45 до 64 лет и 18,7 % — в возрасте 65 лет и старше. Средний возраст жителей составил 37 лет. На каждые 100 женщин в Прескотте приходилось 85,7 мужчины, при этом на каждые сто женщин 18 лет и старше приходилось 79,5 мужчины также старше 18 лет.
Средний доход на одно домашнее хозяйство в городе составил 21 612 долларов США, а средний доход на одну семью — 28 665 долларов. При этом мужчины имели средний доход в 27 384 долларов США в год против 17 289 долларов среднегодового дохода у женщин. Доход на душу населения в городе составил 11 515 долларов в год. 27,5 % от всего числа семей в населённом пункте и 32,5 % от всей численности населения находилось на момент переписи населения за чертой бедности, при этом 38,7 % из них были моложе 18 лет и 39,6 % — в возрасте 65 лет и старше.